# Festival international du film de Toronto 1998
Le Festival international du film de Toronto 1998, 23e édition du festival, s'est déroulé du 10 au 19 septembre 1998.

## Prix
| Prix                             | Film                   | Réalisateur     |
| -------------------------------- | ---------------------- | --------------- |
| People's Choice Award            | La vie est belle       | Roberto Benigni |
| Metro Media Award                | Happiness              | Todd Solondz    |
| Best Canadian Feature Film       | Nô                     | Robert Lepage   |
| Best Canadian First Feature Film | Last Night             | Don McKellar    |
| Best Canadian Short Film         | When Ponds Freeze Over | Mary Lewis (en) |
| Prix FIPRESCI                    | West Beyrouth          | Ziad Doueiri    |
| Prix FIPRESCI                    | Praise (en)            | John Curran     |

## Programmes

### Galas
- Un 32 août sur terre de Denis Villeneuve
- Central do Brasil de Walter Salles
- Fourmiz (Antz) d'Eric Darnell et Tim Johnson
- Dog Park de Bruce McCulloch
- Elizabeth de Shekhar Kapur
- Hilary et Jackie (Hilary and Jackie) d'Anand Tucker
- I Love L.A. (L.A. Without a Map) de Mika Kaurismäki
- Judas Kiss de Sebastian Gutierrez
- Lautrec de Roger Planchon
- Little Voice de Mark Herman
- Un plan simple (A Simple Plan) de Sam Raimi
- Pleasantville de Gary Ross
- A Soldier's Sweetheart de Thomas Michael Donnelly
- D'une vie à l'autre (Living Out Loud) de Richard LaGravenese
- Le Violon rouge de François Girard
- Without Limits de Robert Towne

### Présentation spéciale
- Another Day in Paradise de Larry Clark
- Earth de Deepa Mehta
- Un élève doué (Apt Pupil) de Bryan Singer
- Envole-moi (The Theory of Flight) de Paul Greengrass
- La Ferme : Une comédie bio (en) (At Sachem Farm) de John Huddles
- La fille d'un soldat ne pleure jamais (A Soldier's Daughter Never Cries) de James Ivory
- La Girafe (de) (Meschugge) de Dani Levy
- Goin' Down the Road (en) de Donald Shebib
- Loin d'ici (Down in the Delta) de Maya Angelou
- Malin comme un singe (Summer of the Monkeys) de Michael Anderson
- Pecker de John Waters
- Permanent Midnight de David Veloz
- Les Puissants (The Mighty) de Peter Chelsom
- Road to Graceland (Finding Graceland) de David Winkler
- Rushmore de Wes Anderson
- La Soif du mal (Touch of Evil) d'Orson Welles
- Such a Long Journey de Sturla Gunnarsson (en)
- Suis-je belle ? de Doris Dörrie
- La vie est belle (La vita è bella) de Roberto Benigni
- Voleur de vie d'Yves Angelo
- Wide Prairie d'Oscar Grillo (es)

### The Masters
- Aprile de Nanni Moretti
- Baril de poudre (Bure baruta) de Goran Paskaljević
- Conte d'automne d'Éric Rohmer
- Divine, l'évangile des merveilles (El evangelio de las maravillas) d'Arturo Ripstein
- L'Éternité et Un Jour (Mia éoniotita kai mia méra) de Theo Angelopoulos
- Les Fleurs de Shanghai (Shang hai hua) de Hou Hsiao-hsien
- Le Général (The General) de John Boorman
- Inquiétude (Inquietude) de Manoel de Oliveira
- Kanzō-sensei (Dr Akagi) de Shōhei Imamura
- Kaos II (Tu ridi) de Paolo et Vittorio Taviani
- My Name Is Joe de Ken Loach
- Le Nuage (La nube) de Fernando Ezequiel Solanas
- Le Silence (Sokout) de Mohsen Makhmalbaf
- Tango de Carlos Saura

### Perspective canadienne
- 2 secondes de Manon Briand
- A Place Called Chiapas (en) de Nettie Wild (en)
- Angel Walk de Mitchell Gabourie
- Aujourd'hui ou jamais de Jean Pierre Lefebvre
- Beauty Crowds Me de Julie Trimingham
- Boy Meets Girl (en) de Jerry Ciccoritti
- Brakhage de Jim Shedden
- Bridal Path de Cynthia Roberts
- Clutch de Chris Grismer (en)
- Cold Feet de James Allodi (en)
- Le Cœur au poing de Charles Binamé
- Crickets de Jane Eun-Hee Kim
- Cupid de Wrik Mead
- Death Threat de Zarqa Nawaz (en)
- La Déroute de Paul Tana
- Destroying Angel de Wayne Salazar et Philip Hoffman
- Dirty de Bruce Sweeney (en)
- Echoes in the Rink: The Willie O'Ree Story d'Errol Williams
- Elimination Dance de Bruce McDonald
- Elysian Fields de Leonardo Salvo
- Eve-Olve! de Sandra Law
- Extraordinary Visitor de John W. Doyle
- The Falling de Raul Sanchez Inglis
- Faultlines de Gary Popovich
- Fish Bait d'Anthony Seck
- The Fisherman And His Wife de Jochen A. Schliessler
- The Fishing Trip d'Amnon Buchbinder
- From morning on I waited yesterday de Wiebke von Carolsfeld
- God Comes As A Child de Jeremiah Hayes
- Great Expectations (not what you're thinking) d'Ann Marie Fleming
- Harlan and Fiona de Gary Yates
- The Herd de Peter Lynch
- Hustle My Crush de Heidi Gerber
- In the Future de Mike Hoolboom (en)
- Jack and Jill de John Kalangis
- John Scott: Art and Justice de Michael McNamara
- The Last Split Second de Judith Doyle
- L'Âge de braise de Jacques Leduc
- L'Amour L'Amour Shut The Door Por Favor de Valerie Buhagiar
- Last Night de Don McKellar
- Leda and the Swan d'Alexandra Gill
- Le Déménagement de Mickey de Chris Deacon
- Le Lépidoptère de Chloë Mercier
- Les Dames du 9e de Catherine Martin
- Let It Come Down: The Life of Paul Bowles de Jennifer Baichwal
- Michel In The Suête de Neal Livingston
- Nô de Robert Lepage
- Phil Touches Flo de David Birdsell
- Rain, Drizzle And Fog de Rosemary House
- Reaction Stick de John May
- The Rogers' Cable de Jennifer Kierans
- Rupert's Land (en) de Jonathan Tammuz (en)
- Shoes Off! de Mark Sawers
- Shrink de Tim Hamilton
- The Sickroom de Serge Marcotte
- Sploosh de Nathan S. Garfinkel
- Le Succédané de Nicolas Frichot
- Sway de Paul Carrière
- Swell de Carolynne Hew
- Under Chad Valley de Jeff Erbach
- Until I Hear From You de Daniel MacIvor
- When Ponds Freeze Over de Mary Lewis (en)

### Contemporary World Cinema
- 100 años de perdón d'Alejandro Saderman
- Ai qing lai le de Chen Yu-hsun
- À la place du cœur de Robert Guédiguian
- All the Little Animals de Jeremy Thomas
- Les Amants du cercle polaire de Julio Medem
- Les Années volées de Fernando Colomo
- Attractions fatales (en) de Garth Maxwell (en)
- À Vendre de Laetitia Masson
- Le Livre de la vie de Hal Hartley
- Des chambres et des couloirs de Rose Troche
- Buttoners (en) de Petr Zelenka
- Caresses de Ventura Pons
- C'est pas mon jour ! de Skip Woods
- Ceux qui m'aiment prendront le train de Patrice Chéreau
- Christmas in August de Hur Jin-ho
- La Ciudad (en) de David Riker (en)
- Claire Dolan de Lodge Kerrigan
- Clay Pigeons de David Dobkin
- Cours, Lola, cours de Tom Tykwer
- Le Cracheur de feu (fi) de Pirjo Honkasalo
- Curacha ang babaeng walang pahinga de Chito S. Roño (en)
- Dans ce pays-là de Lidia Bobrova
- Danse de la poussière d'Abolfazl Jalili
- Dansinn (is) d'Ágúst Guðmundsson
- Desert Blue de Morgan J. Freeman
- Le Dîner de cons de Francis Veber
- Duyen nghiep de Nguyen Vu Chau
- Un envoûtement de Carlos Carrera
- The Eternal: Kiss of the Mummy de Michael Almereyda
- F. est un salaud de Marcel Gisler
- Festen de Thomas Vinterberg
- Fin août, début septembre d'Olivier Assayas
- Fiona d'Amos Kollek
- Gangland de Peque Gallaga et Lore Reyes
- Un grand cri d'amour de Josiane Balasko
- Gui lin rong ji d'Yang Xie
- Happiness de Todd Solondz
- Les Héritiers de Stefan Ruzowitzky
- The Hole de Tsai Ming-liang
- Un jour sans soleil (no) de Bent Hamer
- If Only... de María Ripoll
- I'm Losing You (en) de Bruce Wagner
- Île, Alicia de Ken Yunome
- Les Imposteurs de Stanley Tucci
- J'aimerais pas crever un dimanche de Didier Le Pêcheur
- Jeanne et le Garçon formidable d'Olivier Ducastel et Jacques Martineau
- Jerry and Tom (en) de Saul Rubinek
- Jesse de Raoul Ruiz
- Just One Time (en) de Lane Janger (en)
- Tropicanita de Daniel Díaz Torres
- Love Is the Devil de John Maybury
- Lucia de Don Boyd
- Luminous Motion de Bette Gordon
- Méli-Mélo de Dean Parisot
- Le Premier Jour (ou Minuit) de Walter Salles et Daniela Thomas
- Mei shao nian zhi lian (Bishonen) de Yonfan
- Mots d'amour de Mimmo Calopresti
- Night Train (en) de John Lynch
- Pronto saldremos del problema de Jorge Ramírez-Suárez
- Policarpo Quaresma: Herói do Brasil (pt) de Paulo Thiago (pt)
- The Poet de Casey Chan
- Den polnoluniya (ru) de Karen Chakhnazarov
- La Pomme de Samira Makhmalbaf
- La Petite Marchande de roses de Víctor Gaviria
- Radjanje jedne nacije de Momir Matovic
- Rane de Srđan Dragojević
- Sa Pusod ng Dagat (en) de Marilou Diaz-Abaya
- Seul contre tous de Gaspar Noé
- Sin sostén de René Castillo (es) et Antonio Urrutia
- Spanish Fly de Daphna Kastner
- Snow d'Eric Tretbar
- Sweet Degeneration de Lin Cheng-sheng
- Szenvedély (en) de György Fehér (hu)
- Teatro di guerra (Théâtre de guerre) de Mario Martone
- This Is My Father de Paul Quinn
- Three de Carlos Siguion-Reyna
- Titanic Town (en) de Roger Michell
- Tráfico de João Botelho
- Tueur d'état (sv) de Kjell Sundvall
- Very Bad Things de Peter Berg
- La Vie rêvée des anges d'Érick Zonca
- Vigo, histoire d'une passion de Julien Temple
- Vieilles Canailles de Kirk Jones
- What Farocki Taught de Jill Godmilow (en)
- Zhuo jian de Ho Ping (zh)

### Découverte
- 23 de Hans-Christian Schmid
- Kurpe (en) de Laila Pakalniņa
- L'Arrière pays de Jacques Nolot
- Le Fils adoptif (Beshkempir) d'Aktan Abdykalykov
- The Adventures of Sebastian Cole (en) de Tod Williams
- Bombay Boys de Kaizad Gustad
- Comme un garçon ((Get Real) de Simon Shore (en)
- Dérapages (en) de Scott Ziehl
- El pianista de Mario Gas
- Following, le suiveur (Following) de Christopher Nolan
- Georgica (et) de Sulev Keedus (et)
- Hairshirt (en) de Dean Paras
- In the Winter Dark (en) de James Bogle (en)
- Kenoma d'Eliane Caffé
- Long Time Since de Jay Anania
- Mensaka de Salvador García Ruiz (es)
- Porkkaalam (ta) de Cheran (ta)
- Praise (en) de John Curran
- Radiance (en) de Rachel Perkins (en)
- Remembering Sex de Julie A. Lynch
- Rosie, sa vie est dans sa tête de Patrice Toye
- La sonámbula (es) de Fernando Spiner (es)
- Sombre de Philippe Grandrieux
- The Tale of Sweety Barrett de Stephen Bradley
- La Terroriste (Theeviravaathi) de Santosh Sivan
- Trans (en) de Julian Goldberger (en)
- Une minute de silence de Florent Emilio-Siri
- Urban Jungle (Hell's Kitchen) de Tony Cinciripini
- West Beyrouth de Ziad Doueiri
- Windhorse (en) de Paul Wagner

### Planet Africa
- Africa Dreaming (épisode : So Be It) de Joseph Gaye Ramaka
- Babymother de Julian Henriques
- Corps plongés de Raoul Peck
- Dr. Endesha Ida Mae Holland de Charles Burnett
- Mixing Nia (en) d'Alison Swan
- On the Edge de Newton Aduaka
- Le Onzième commandement de Mama Keïta
- Pièces d'identités de Mwezé Ngangura
- Secrets de Sheryl Lee Ralph
- Silmandé de Pierre Yameogo
- Slam de Marc Levin
- Souko, cinématographe en carton d'Issiaka Konaté
- Speak Like a Child de John Akomfrah
- Take Your Bags de Camille Billops
- Tunisiennes (Bent Familia) de Nouri Bouzid
- La Vie sur terre d'Abderrahmane Sissako

### Real To Reel
- Angel On My Shoulder de Donna Deitch
- The Cruise de Bennett Miller
- Donald Cammell: The Ultimate Performance de Kevin Macdonald et Chris Rodley
- O Cineasta da Selva d'Aurélio Michiles
- Shivrei T'munot Yerushalayim de Ron Havilio
- God Said, "Ha!" de Julia Sweeney
- Megacities de Michael Glawogger
- Richard Lester! de Stacy Cochran (en)
- State of Dogs de Peter Brosens et Dorjkhandyn Turmunkh

### Dialogues: Talking With Pictures
- Boom de Joseph Losey
- Charulata (চারুলতা) de Satyajit Ray
- Colonel Blimp (The Life and Death of Colonel Blimp) de Michael Powell et Emeric Pressburger
- Quarante tueurs (Forty Guns) de Samuel Fuller
- Les Quatre Plumes blanches (The Four Feathers) de Zoltan Korda
- Nazarín de Luis Buñuel
- Othello (The Tragedy of Othello: The Moor of Venice) d'Orson Welles

### New Beat of Japan
- After Life (Wandâfuru raifu) de Hirokazu Kore-eda
- Anrakkî monkî de Sabu
- April Story (Shigatsu monogatari) de Shunji Iwai
- Be Happy (Happy-Go-Lucky) de Tetsuya Nakashima
- Bullet Ballet de Shinya Tsukamoto
- Butipeul Seondei (ko) de Tetsuya Nakashima
- Combat sans code d'honneur (Jingi naki tatakai) de Kinji Fukasaku
- Cure (Kyua) de Kiyoshi Kurosawa
- Hadashi no pikunikku de Shinobu Yaguchi
- Ikinai de Hiroshi Shimizu
- Kichiku dai enkai (ja) de Kazuyoshi Kumakiri
- Muscle Influenza de Keiji Ichikawa et Ken Arima
- Orokamono: Kizu darake no tenshi de Junji Sakamoto
- Onna keiji Riko de Satoshi Isaka
- Rakuen de Koji Hagiuda
- Shark Skin Man and Peach Hip Girl (Samehada otoko to momojiri onna) de Katsuhito Ishii
- Sunday Drive de Hisashi Saito
- Takkyû onsen de Gen Yamakawa
- Welcome Back, Mr. McDonald (Rajio no jikan) de Kōki Mitani

### Directors' Spotlight: Darezhan Omirbaev
- Kardiogramma (Кардиограмма) de Darezhan Omirbaev
- Shilde de Darezhan Omirbaev
- Kairat (Кайрат) de Darezhan Omirbaev
- Tueur à gages (Киллер) de Darezhan Omirbaev
- Life de Darezhan Omirbaev

### Canadian Film Centre At 10
- Blood and Donuts (en) de Holly Dale
- Blue de Don McKellar
- Dead Meat de Holly Dale
- The Fairy Who Didn't Want to Be a Fairy Anymore (en) de Laurie Lynd (en)
- The Feeler de Colleen Murphy (en)
- House (en) de Laurie Lynd (en)
- The Making of Monsters de John Greyson
- Rude de Clement Virgo (en)
- Save My Lost Nigga' Soul de Clement Virgo (en)
- Shoemaker (en) de Colleen Murphy (en)
- Thirty Two Short Films About Glenn Gould de François Girard
- Zero Patience de John Greyson

### Midnight Madness
- Acid House de Paul McGuigan
- The Bystander From Hell de Matthew Harrison
- Cascadeur de Hardy Martins
- Le Colosse de Hong Kong (Xing Xing Wang) de Ho Meng-hua
- Hang the DJ (en) de Marco La Villa et Mauro La Villa (en)
- Heaven de Scott Reynolds
- I Woke Up Early the Day I Died d'Aris Iliopulos
- Perdita Durango d'Álex de la Iglesia
- Sieben Monde (de) de Peter Fratzscher (de)
- Six-String Samurai de Lance Mungia (en)